# Droga krajowa nr 221 (Kostaryka)
Droga krajowa nr 221 (hiszp. Ruta Nacional Secundaria 221/Ruta 221) – jedna z dróg krajowych w Kostaryce. Znajduje się ona w prowincjach San José i Cartago.

## Opis
W prowincji San José droga krajowa nr 202 przebiega przez kanton Curridabat (przez dystrykty Curridabat, Granadilla i Sánchez).
W prowincji Cartago droga przebiega przez kanton La Unión (przez dystrykt Tres Ríos, Concepción i Dulce Nombre).